# Iška vas
Iška vas este o localitate din comuna Ig, Slovenia, cu o populație de 356 de locuitori.